# États généraux des Pays-Bas du Sud
Pour les parlements de chacune des provinces constitutives, voir États provinciaux.
Les États généraux des Pays-Bas du Sud sont le résultat d'une scission des États généraux des Pays-Bas produite par la rupture résultant de la guerre opposant le pouvoir espagnol de Philippe II aux révoltés du nord et du sud. Il s'agit d'un parlement où siègent les représentants des trois ordres, la noblesse, l'église et la bourgeoisie.
Le sud étant retombé sous le pouvoir de l'Espagne, les Etats généraux du sud -correspondant à la future Belgique indépendante plus une partie du nord de la France et de la Picardie- vont continuer à siéger à Bruxelles. Séparés des Etats généraux du nord, ils continuent cependant à s'opposer au pouvoir de Madrid chaque fois que celui-ci veut restreindre les droits locaux qui avaient été défendus, au long des siècles, parfois par les armes, contre les pouvoirs féodaux des ducs de Brabant, puis des ducs de Bourgogne. Ils soutiendront même une lutte armée contre le roi d'Espagne dont la déchéance sera proclamée, en 1581, par Guillaume d'Orange Nassau, qui a dû abandonner Bruxelles pour se réfugier au nord avec les forces armées rebelles dont il est le chef. Mais, au sud, la domination des Habsbourg d'Espagne va persister jusqu'en 1713, lorsqu'ils cèdent le pouvoir à leurs cousins, les Habsbourg d'Autriche dans la plus pure tradition féodale. À partir de cette date, les États généraux du sud auront fort à faire pour résister aux tentatives autrichiennes, renouvelant celles de l'Espagne, d'empiéter sur leurs droits.
En 1789, ils proclameront la déchéance du pouvoir autrichien et la création des États belgiques unis.